# Армянская епархия Адрианополя
Адрианопольская (Эдирнская) епархия Константинопольского патриархата Армянской Апостольской церкви (арм. Հայ Առաքելական եկեղեցու Կոնստանդնուպոլսի պատրիարքության Ադրիանապոլի թեմ) — упразднённая архиепископская епархия  Армянской Апостольской церкви в составе Константинопольского патриархата.

## История
В 1911 году в юрисдикцию Адрианапольской епархии входили территории Эдирнского, Кирккилисэйского, Дедегачского и Гюмюльджинского санджаков Османской империи.
По данным на 1911 год количество верующих данной епархии Армянской Апостольской церкви — 8.000, число общин - 4.
Епархия имела 5 церквей.